# سد جیلنتای
سد جیلنتای (به لاتین: Jilintai I Dam) یک سد خاکی و نیروگاه برقابی در چین است که در شهرستان نیلکا واقع شده‌است.